# هاري أندرسون (لاعب كرة قدم إنجليزي)
هاري أندرسون (بالإنجليزية: Harry Anderson)‏ (9 يناير 1997 بسلاو في المملكة المتحدة - ) هو لاعب كرة قدم بريطاني في مركز جناح ‏. لعب مع نادي بيتربورو يونايتد وبرينتري تاون وسانت ألبانز سيتي.

## وصلات خارجية
- هاري أندرسون على موقع قاعدة بيانات كرة القدم.إي يو (الإنجليزية)
- هاري أندرسون على موقع Soccerbase.com (لاعب) (الإنجليزية)
- هاري أندرسون على موقع Soccerway.com (الإنجليزية)